# Guillaume Beneman
Guillaume Beneman, oppure Guillaume Benneman (1750 – 1811), è stato un ebanista francese, di origine tedesca.

## Biografia
Guillaume Beneman fu di uno degli ultimi importanti ebanisti parigini del XVIII secolo. Di origine tedesca, Guillaume Beneman fu attivo negli ultimi anni del regno di Luigi XVI di Francia, in età relativamente avanzata.
Guillaume Beneman inizialmente lavorò come operaio nel Faubourg Saint-Antoine, dove completò il suo apprendistato.
All'epoca, il suo collega Jean-Henri Riesener cominciò a vedere il suo successo svanire a causa dei prezzi alti dei suoi prodotti. Di conseguenza, Beneman fu preferito a quest'ultimo e dal 1774 al 1791 venne nominato ebanista della Corona.
La protezione della regina Maria Antonietta d'Asburgo-Lorena gli consentì di ottenere il controllo grazie ad alcune esenzioni, ed eseguì molti lavori per le residenze reali dal 1774 al 1791, per il re, la regina e il Delfino a Versailles.
Durante la Rivoluzione francese, ottenne piccoli ordini. La sua attività, anche se ridotta, riprese vigore sotto il Direttorio dove lavorò con Collignon.
Fu lungamente considerato il principale autore, nel mobile, delle fogge classicheggianti dello Stile Luigi XVI.
In realtà, gli studi effettuati intorno alla metà del XX secolo, hanno verificato, che una parte dei mobili a cui la sua fama era legata, come i grandi cassettoni Louis XVI di Fontainebleau e alcuni altri esemplari conservati al Museo del Louvre, sono molto ispirati ad originali di un altro grande ebanista germanico, lungamente misconosciuto: Joseph Stöckel.
Inoltre il Beneman negli anni in cui lavorò per la Corona, fu talvolta alle dipendenze e realizzò i disegni dello scultore Hauré, e collaborò e venne assistito da artigiani rinomati, tra cui i bronzisti Thomire, Ravrio, Forestier e Feuchère.
Dalle opere di sua paternità, risaltò la sua impeccabile maestria tecnica, che lo fece diventare rapidamente uno dei più famosi ebanisti del suo tempo.
La sua produzione spaziò da mobili modesti per appartamenti secondari a modelli di lusso per salotti di grandi dimensioni.
Il mogano fu il legno preferito da Beneman. Lo usò in pannelli di grandi dimensioni che limitano aste di bronzo molto finemente cesellate. Ben proporzionati, i suoi mobili si dimostrarono sempre molto architettonici. Una delle sue opere caratteristiche risultò la cassettiera, con il lato compartimentato in tre parti da rigidi telai di bronzo. Beneman realizzò anche molte console, scrivanie piatte, scrivanie o tavoli tric trac.
Un armadio, infine, per alcuni suoi elementi stilistici inusuali e la raffinatezza del suo design ebbe una posizione di rilievo nella produzione di Beneman. Questo mobile fu il gabinetto di Adelaide di Borbone-Francia a Versailles. Composto da dieci cassetti in mogano ed ebano placcato, venne interamente decorato con piume di uccelli e di ali di farfalla esotiche, incorporati nei pannelli di cera garantiti sotto vetro.

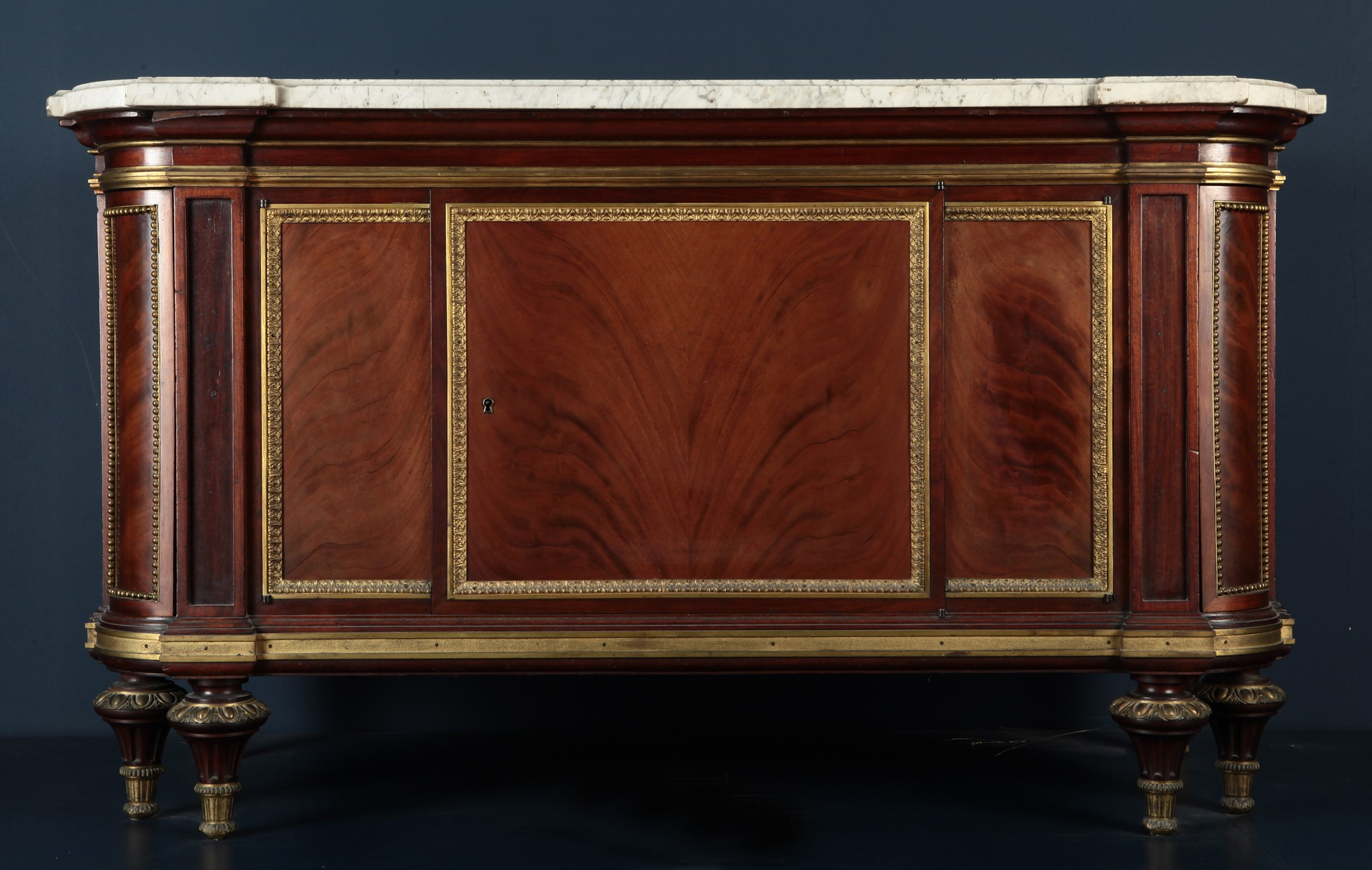
Cassettiera presso il Museo Nazionale di belle arti dell'Argentina
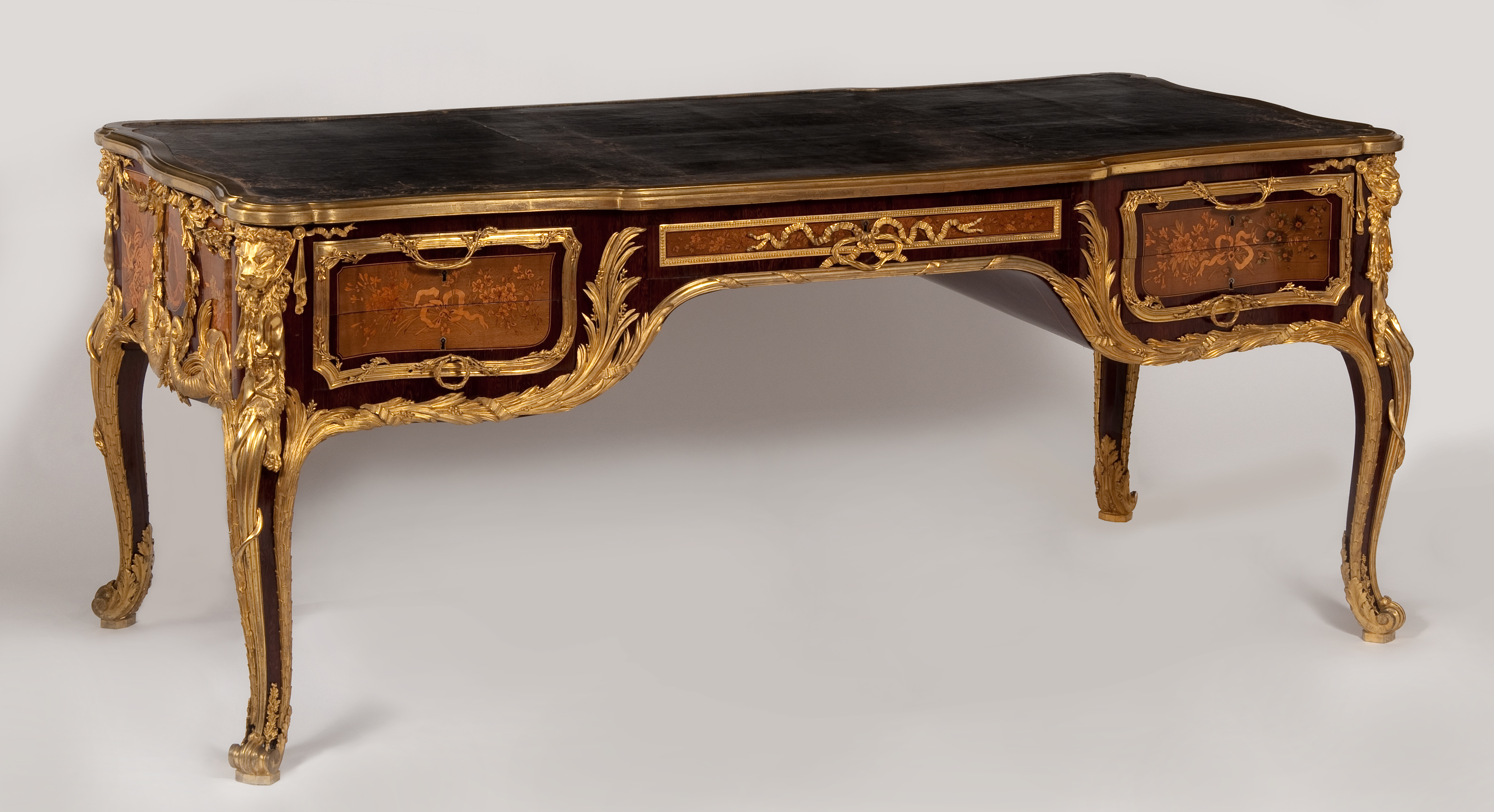
Tavolo d'ufficio del 1786, collezione di Waddesdon Manor
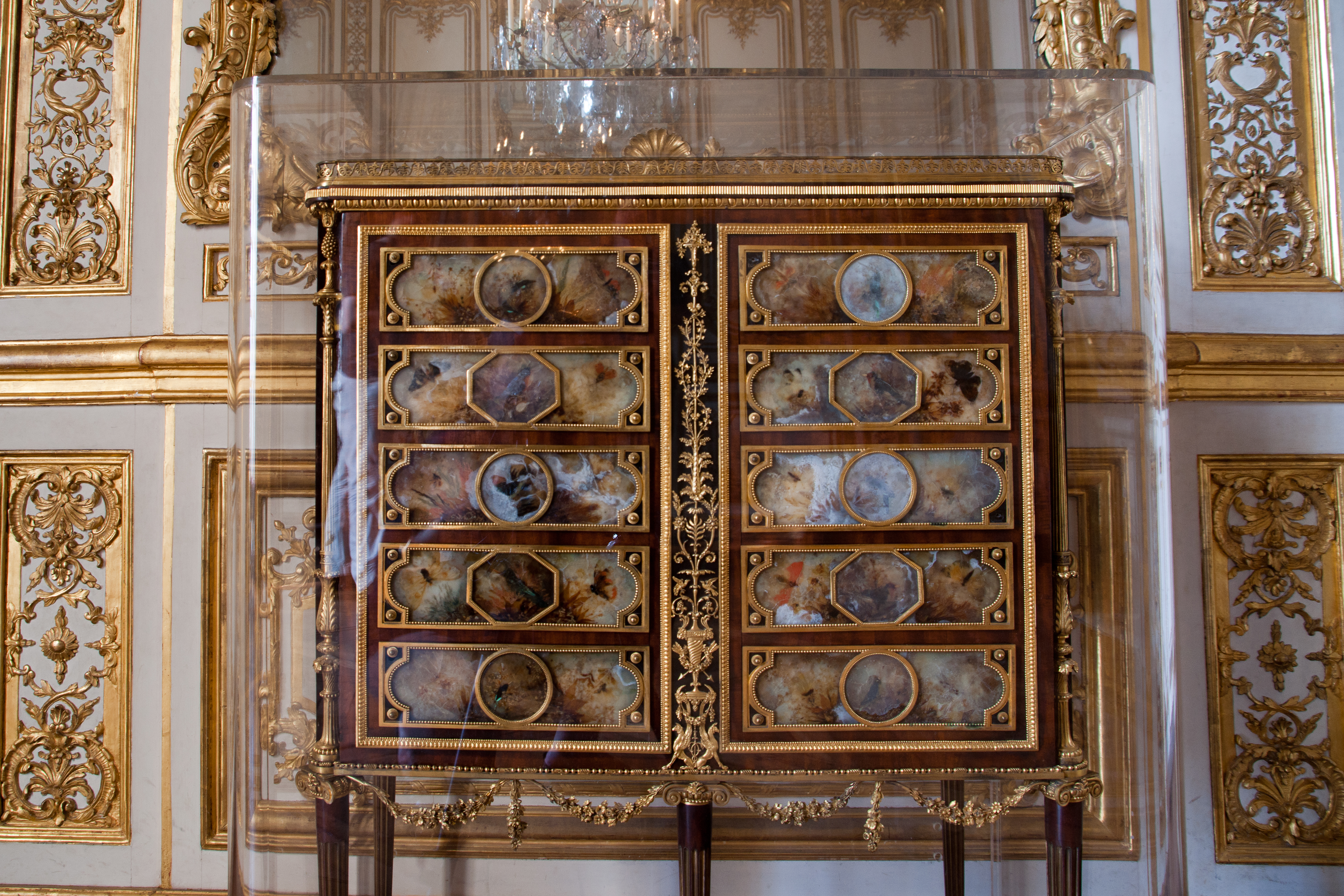
Armadio in ebano e mogano, rivestito in placche di porcellana, presso Versailles
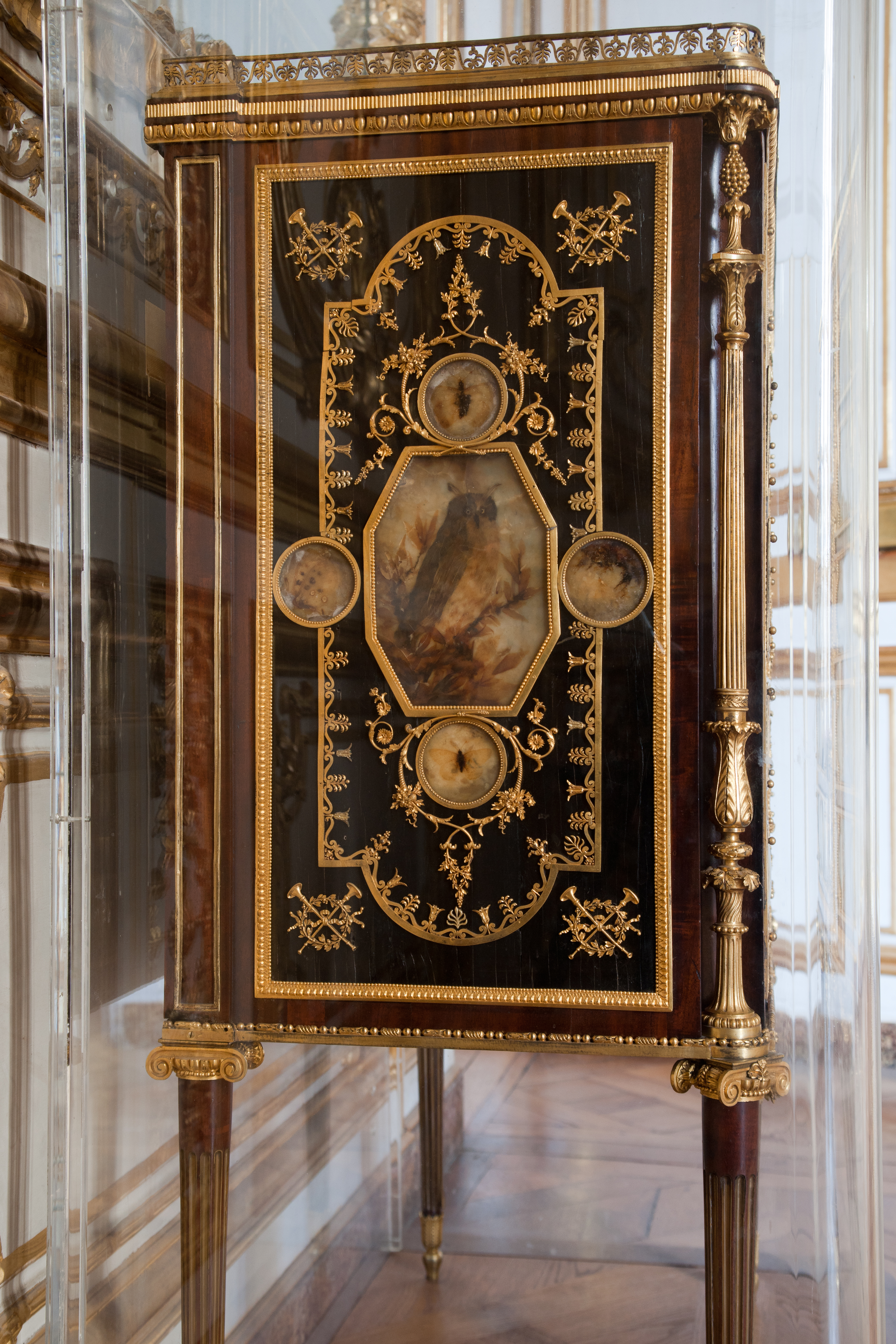
Armadio in ebano e mogano, rivestito in placche di porcellana, presso Versailles
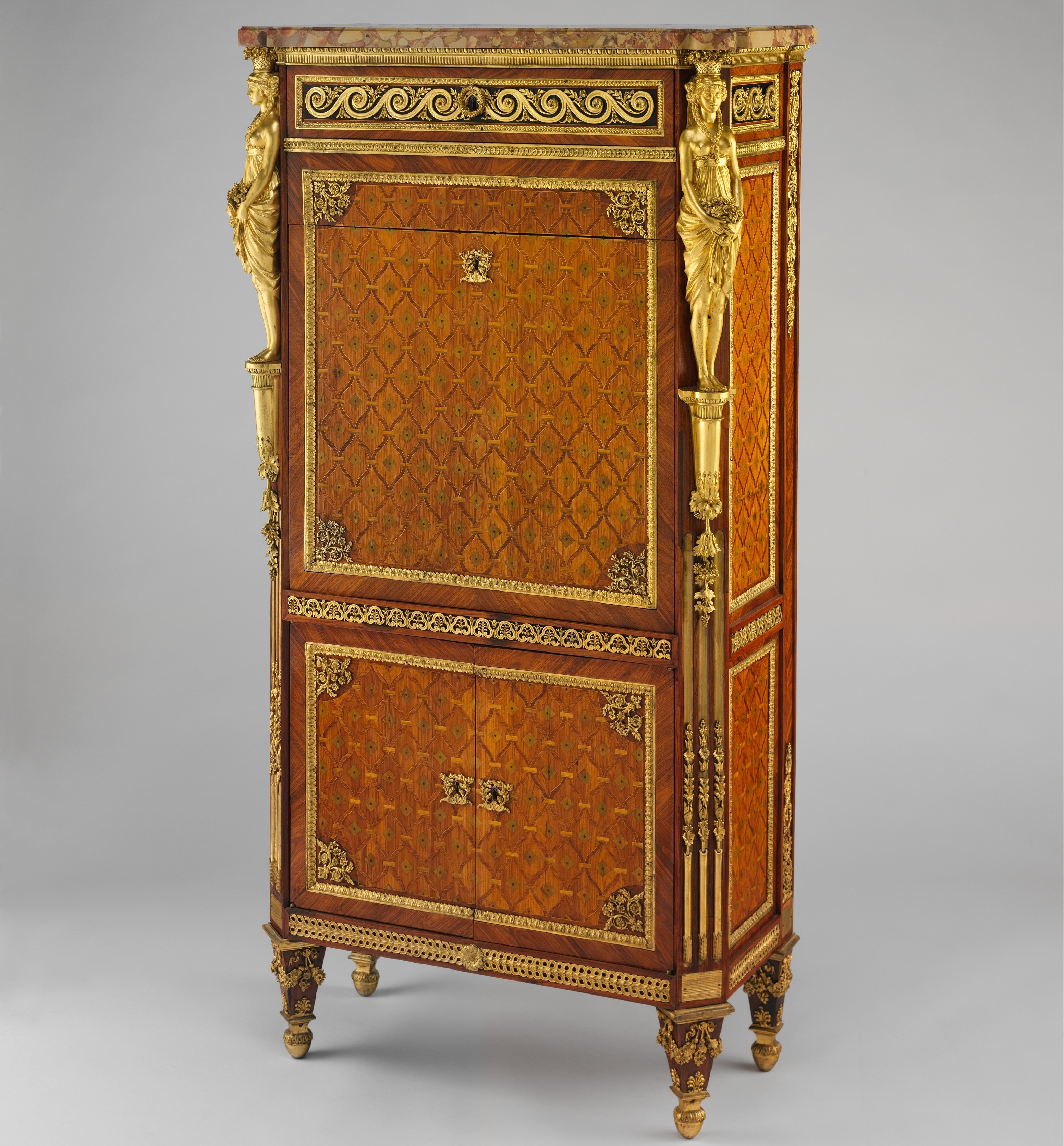
Segretaria con patta intarsiata presso il Metropolitan Museum of Art